# Flugplatz Freiburg

i7
i11
i13

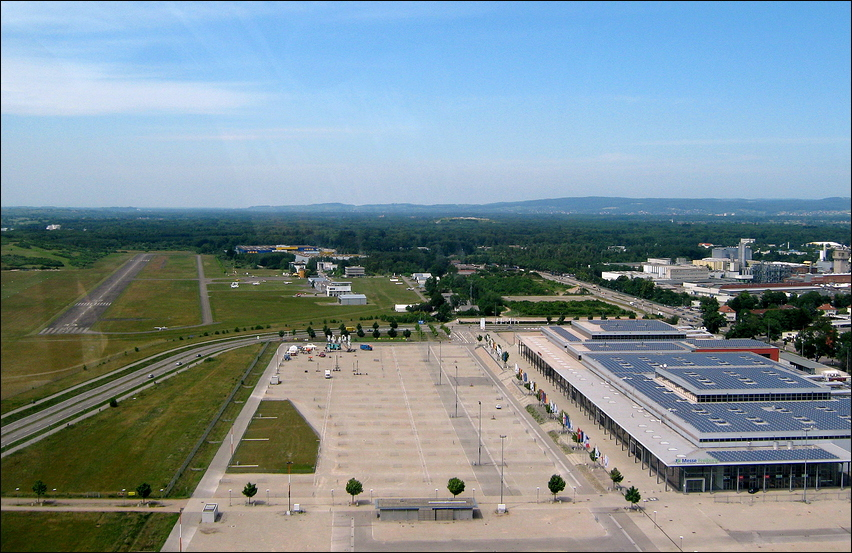
Die Messe und der Flughafen aus der Luft

Der Verkehrslandeplatz Freiburg (ICAO-Code: EDTF) ist einer der ältesten Flugplätze in Deutschland.
Er ist zugelassen für Motorflugzeuge, Motorsegler, Hubschrauber, Segelflugzeuge, Freiballons, zum Fallschirmspringen und mit Einschränkungen für Ultraleichtflugzeuge und Tragschrauber. Zudem befindet sich hier der Stützpunkt des Intensivtransporthubschraubers Christoph 54 der DRF Luftrettung.
Abgewickelt werden gewerbliche und private Zwecke. Dazu zählen auch Messeflüge für Aussteller und Besucher, solche von Gästen in TV-Shows und Sport sowie der Organtransport der Universitätsklinik.
Bei (internationalen) Linienflügen wird der 51 km entfernte EuroAirport Basel Mulhouse Freiburg genutzt.

## Geschichte

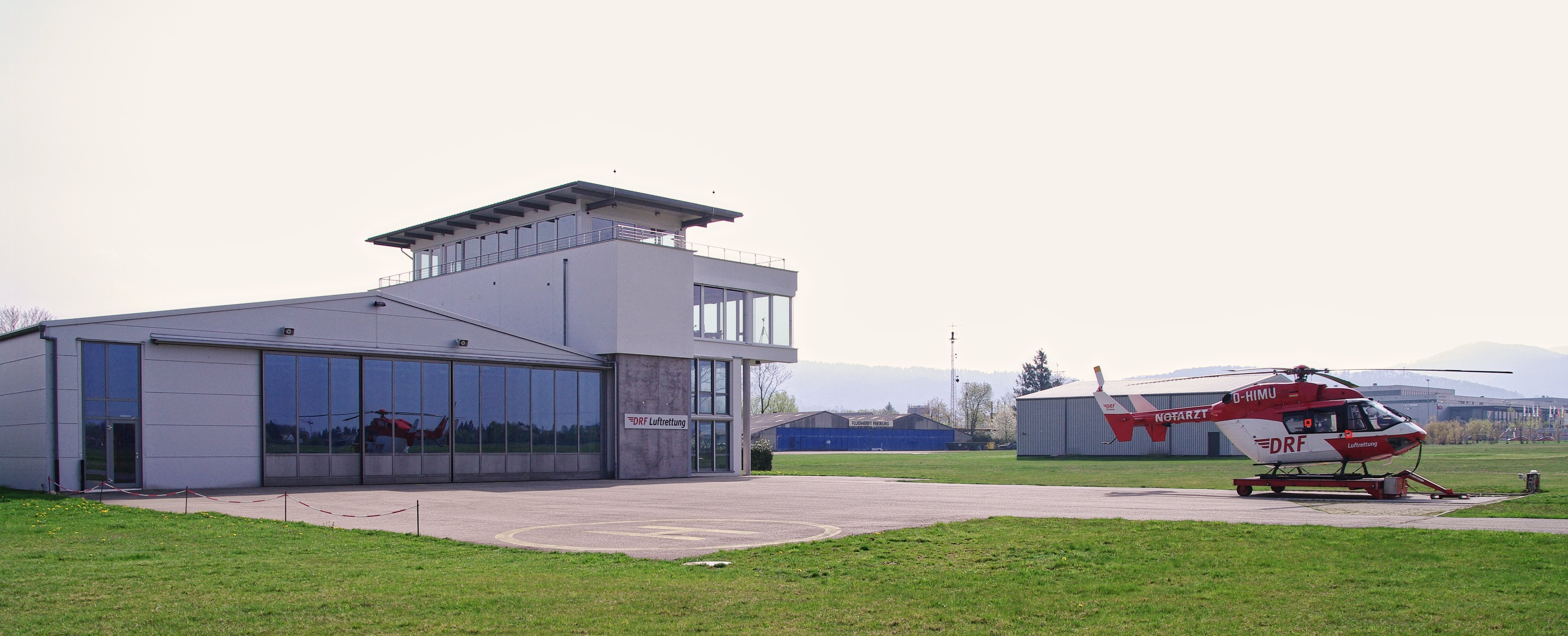
Intensivtransporthubschrauber Christoph 54 vor der Basis der Deutschen Rettungsflugwacht

Der Flugplatz entstand auf dem Gelände eines Exerzierplatzes im Nordwesten im Stadtteil Brühl. Dieser war während des Baus der Erbgroßherzog-Friedrich-Kaserne ab 1888 neben dem Freiburger Hauptfriedhof eingerichtet worden.
Als erster Flug in Freiburg kann eine Ballonfahrt bezeichnet werden, die im Jahr 1907 über dem späteren Flugplatz stattfand. Am 21. Mai 1911 war Freiburg Etappenort des „Ersten Zuverlässigkeitsfluges am Oberrhein“. Diese Veranstaltung kann als Beginn der zivilen Nutzung des Flughafens betrachtet werden. Der spätere Oberbefehlshaber der deutschen Luftwaffe im Dritten Reich, Reichsmarschall Hermann Göring, erhielt von Juni bis September 1915 in Freiburg offiziell seine Pilotenausbildung. Zu seinen Fluglehrern gehörte Ludwig Weber. In den 1930er Jahren, in denen der Platz wieder überwiegend militärischen Zwecken diente, erlebte der Flugplatz eine Blütezeit, vor allem durch regelmäßige Linienflüge der Lufthansa, die ab dem 5. Juli 1926 nach Stuttgart sowie ab dem 2. Juni 1930 nach Konstanz führten.
1936 gab es Bedarf für ein neues Empfangsgebäude. Die ersten Pläne erstellte der Freiburger Architekt Rudolf Schmid. Seine Entwürfe kamen jedoch nicht zur Ausführung. Ab 1937 befand sich hier der Fliegerhorst Freiburg. Er diente ab 1939 dem Flieger-Ausbildungs-Regiment 23, später umbenannt in Flugzeugführerschule A/B 23 und nochmals umbenannt in Flugzeugführerschule A 23 bis 1945 als Ausbildungsplatz. Im Juni/Juli 1940 lagen mit der I./ZG 52 (I. Gruppe des Zerstörergeschwaders 52) und der II./ZG 2 erstmals auch aktive fliegende Einheiten hier. Grundlage der Bauausführung ab Sommer 1939 wurden aufgrund der Rohstofflage vereinfachte Pläne des Freiburger Hochbauamts unter Leitung von Joseph Schlippe. Das schlichte Gebäude sollte zu Repräsentationszwecken ab Oktober 1939 durch Kunst am Bau mittels Skulpturen von Hellmuth Hopp aufgewertet werden. Durch den inzwischen ausgebrochenen Zweiten Weltkrieg verzögerte sich die Fertigstellung des Bauvorhabens bis 1942. Die Hopp-Skulpturen wurden erst 1946 von der französischen Besatzungsarmee aufgestellt, die den Flugplatz nach dem Zweiten Weltkrieg mehrere Jahrzehnte nutzte.
Ende der 1960er Jahre war die Zukunft des Flugplatzes ungewiss. Die damaligen Gegner wollten eine Wohnbebauung und verurteilten den Lärm der französischen Heeresflieger. 1974 traf der Gemeinderat einstimmig die Entscheidung für Erhalt und Ausbau. Ein nach dem Entwurf von Robert Sperlich mit dem Kunstglasermeister Emil Böcherer in Blei gefasstes Fenster im 1976 fertiggestellten Tower zeigt die Daten der Beschlüsse zur Bestandssicherung und darunter die Namen des früheren Oberbürgermeisters Eugen Keidel, des Stadtkämmerers Engelbert Bernauer sowie der damaligen Aufsichtsräte und der Betreiberin.
1995 mündeten lange Diskussionen über die Schließung des Flughafens in einem Bürgerentscheid, in dem sich eine Mehrheit von 71 % für den Erhalt des Flugplatzes aussprach, wobei jedoch mit 27,5 % das damals gültige Quorum von 30 % nicht erreicht wurde. Der Gemeinderat folgte der Entscheidung.
Entscheidend war und ist die Bedeutung des Verkehrslandeplatzes für das Herz- und Lungenzentrum der Universitätskliniken in Freiburg. Der Platz ist unmittelbar an den Kliniken gelegen und wird für Organtransplantationsflüge innerhalb des Einzugsbereiches Europa genutzt. Für die Transplantationsflüge besitzt der Verkehrslandeplatz Freiburg eine uneingeschränkte Nachtfluggenehmigung. Mit Flächenflugzeugen kann Freiburg z. B. von Moskau aus in 2,5 Stunden erreicht werden. Der Verkehrslandeplatz Freiburg wird zu 50 bis 60 % gewerblich/geschäftlich genutzt und stellt als wichtige Verkehrsinfrastruktureinrichtung neben Schiene und Straße die schnellste Verkehrsanbindung Freiburgs an die Zentren Europas dar.
Wegen der geänderten und damit verschärften EU-Gesetzgebung (Verordnung (EWG) Nr. 3922/91 des Rates vom 16. Dezember 1991 zur Harmonisierung der technischen Vorschriften und der Verwaltungsverfahren in der Zivilluftfahrt) konnten bei bestehender Pistenlänge seit 2005 nur noch kleine oder leichte Flugzeuge landen, wovon auch Organtransplantationsflüge für das Freiburger Universitäts-Klinikum betroffen waren. Am 12. Januar 2006 ereignete sich der Flugunfall einer Beechcraft B300 King Air 350. Im selben Jahr beschloss der Gemeinderat der Stadt Freiburg eine Verlängerung der Landebahn. 2010 sagte das Land Baden-Württemberg eine Förderung des Vorhabens zu. Die Landebahn wurde schließlich 2011 auf 1400 Meter verlängert, ferner wurden an den Landeschwellen Anflughilfen PAPI installiert. Gleichzeitig wurde die Landebahnbefeuerung erneuert. Ein Wolkenuntersichtmessgerät und ein Sichtweitenmessgerät verbessert die Sicherheit am Platz durch entsprechende Informationen durch die Flugleitung an die Piloten erheblich. Flugplatzgegner, die zwei Petitionsverfahren zur Verhinderung des Ausbaus anstrengten, konnten sich letztlich nicht durchsetzen.
Im Rahmen des Papstbesuches in Deutschland 2011 feierte Benedikt XVI. am 25. September zusammen mit 100.000 Menschen einen großen Abschlussgottesdienst auf dem westlichen Bereich des Flugplatzes.
2012 wurde der Flugplatz von einem Teil der Anhänger des SC Freiburg als Standort für einen Neubau des Fußballstadions favorisiert. Ein Gutachten bescheinigte dem Flugplatz hier vorteilhafte Eigenschaften hinsichtlich Stadtnähe, Flächengröße und Infrastruktur. Jedoch wurde auch die mit dieser veränderten Nutzung einhergehende Notwendigkeit der Einstellung des Flugbetriebs genannt. Hinzu kommen bestehende Verträge mit den derzeitigen Nutzern und die Bebauung von Ausgleichsflächen. Im Rahmen dieser Diskussion führten der Leiter der Herzchirurgie Freiburg und des Herzzentrums Bad Krozingen sowie ein Vertreter der „Deutsche Stiftung Organtransplantation“ eine große Wichtigkeit für das Freiburger Transplantationszentrum an. Die Verwaltungsspitze der Stadt lehnt die Nutzung des Flugplatzes als Stadionstandort aufgrund seiner Bedeutung für die Freiburger Kliniken und wegen der vertraglichen Situation mit den derzeitigen Nutzern ab.
2013 kam der Flugplatz wegen des Fußballstadions erneut in die Diskussion. Der in Frage kommende Standort liegt allerdings weiter in Richtung Westen von der Hartbelagbahn entfernt und beeinträchtigt laut vorläufiger Expertisen den Flugbetrieb dadurch nicht. Im November 2014 wurde vom Gemeinderat mit klarer Mehrheit entschieden, dass das Europa-Park-Stadion hier gebaut werden soll, obwohl tiefergehende Gutachten zur Flugsicherheit noch nicht fertig gestellt wurden. Am 1. Februar 2015 stimmten die Bürger von Freiburg in einem Bürgerentscheid mit 58,2 Prozent für den Stadionneubau im Wolfswinkel. Der Fallschirmsprung- wie auch der Segelflugsport würden danach ihre derzeitigen Betriebsflächen verlieren. Laut vorläufigem Gutachten wird es trotz der Lage des Stadions in der Nähe der Hartbelagbahn auch bei widrigen Windverhältnissen zu keiner wesentlichen Einschränkung des reinen Motorflugbetriebes kommen. Das aktuelle Gutachten von Prof. Hanke zeigt jedoch, dass es bei Hauptwindrichtung zu erheblichen Beeinträchtigungen der Flugsicherheit kommt.
Gegen das Stadion-Bauvorhaben hat sich eine Bürgerinitiative gegründet, welche insbesondere die Interessen der im Wolfswinkel lebenden Anwohner im Blick hat, aber auch auf die Bedeutung des Flugplatzes mit seinen Freiflächen für das gesamte Ökosystem hinweist. Eine schon 1995 agierende Bürgerinitiative Pro Flugplatz unterstreicht die Bedeutung und den Erhalt der Verkehrseinrichtung auch für den Luftsport (Segelflug- und Fallschirmsport). Es gibt aber auch Bürgerinitiativen, die sich für den Bau des Stadions auf dem Flugplatzgelände ausgesprochen haben. Nachdem Ende 2018 bereits mit vorbereitenden Bauarbeiten begonnen worden war, stellten sechs Anwohner im November 2018 einen Eilantrag auf einen vorläufigen Baustopp. Nachdem 2019 eine neue Graslandebahn eingerichtet wurde, zogen die Segelflieger ihre Klage gegen das Stadion zurück. Das Verwaltungsgericht Freiburg lehnte den Eilantrag am 29. April 2019 ab, ebenso der Verwaltungsgerichtshof Mannheim am 10. Juli 2019.
2017 wurde bekannt, dass bei der Deutschen Flugsicherung ein Antrag gestellt wurde, dass der Freiburger Flugplatz auch per Instrumentenanflug angesteuert werden kann, der Anfang 2020 noch nicht entschieden war. Es gibt Bestrebungen, dass schwerere Flieger als 10 Tonnen landen können, auch in Hinblick auf Fußballmannschaften für das neue Stadion. Größere Flugzeuge jedoch gehören einer höheren Brandschutzkategorie an und dementsprechend muss eine bestimmte Zahl von Löschfahrzeugen und Personal vorhanden sein. Die Flugplatz-Gesellschaft hat 2019 ein gebrauchtes Löschfahrzeug angeschafft. Bei diesem handelt es sich um ein Wechselladerfahrzeug, das mit einem permanent aufgesattelten AB-Lösch ausgestattet ist und damit als Flugfeldlöschfahrzeug FLF 40/80-6 eingesetzt werden kann. Dem hatte der Aufsichtsrat mit zahlreichen Stadträten zugestimmt. Daher können mit PPR auch Flugzeuge über 10 Tonnen landen. 2019 wurden fünf Flugzeuge über 5,7 Tonnen abgefertigt sowie zwei Jets über 10 Tonnen. Genutzt wird der Platz für Geschäfts-, Privat- und Organflüge. Jährlich starten etwa 5400 Flugzeuge, 96 Prozent sind leichter als 2 Tonnen.
Anfang 2020 gab es einen Vorstoß im Gemeinderat, den Flugplatz zu schließen: Mit knapper Mehrheit wurde die Stadtverwaltung beauftragt zu ermitteln, wie teuer eine Stilllegung 2031 würde, wenn die Pacht ausläuft. Ab Anfang 2027, also ca. fünf Jahre vor dem Auslaufen der Pachtverträge, soll der Abstimmungsprozess über die künftige Nutzung des Areals beginnen. Im Rahmen der baulichen Veränderungen wurde die Asphaltlandebahn auf 1338 Meter nutzbare Länge gekürzt.

## Betreiber und Finanzierung
Betreiber des Flugplatzes ist die Flugplatz Freiburg-Breisgau GmbH, eine einhundertprozentige Tochter der Stadtwerke Freiburg GmbH. Die Einnahmen des Flugplatzes entstehen unter anderem aus den Landegebühren. Dennoch macht die Flugplatz Freiburg-Breisgau GmbH jährlich einen höheren fünfstelligen Betrag Verlust, der mit kommunalem Geld ausgeglichen wird. Einzige Ausnahme war das Jahr 2012, als durch die Auflösung von Rückstellungen ein Gewinn in Höhe von 33.000 Euro ausgewiesen werden konnte. Im Jahr 2019 waren es 322.000 €. Die Flugplatz Freiburg-Breisgau GmbH beschäftigte im Jahr 2017 15 Mitarbeiter, davon drei hauptamtliche Flugleiter.